# Nemuaron vieillardii
Nemuaron vieillardii är en tvåhjärtbladig växtart som beskrevs av Henri Ernest Baillon. Nemuaron vieillardii ingår i släktet Nemuaron och familjen Atherospermataceae. Inga underarter finns listade i Catalogue of Life.